# Gammarus takesensis
Gammarus takesensis is een vlokreeftensoort uit de familie van de Gammaridae. De wetenschappelijke naam van de soort is voor het eerst geldig gepubliceerd in 2004 door Hou, Li & Platvoet.